# Crystoleum
Crystoleum (crystal [cristal] + oleum [óleo]) era um método de colorir imagens fotográficas, popular por volta de 1880 - 1910. Havia sido adaptado de um antigo método de colorir gravuras.
Consistia em uma fotografia albuminada fixada (por meio de resinas, gelatina, ou gomas) na parte interna de um vidro côncavo. O papel, então, era lixado, até sobrar apenas a imagem. O que restasse do papel era tornado translúcido por meio de ceras ou óleos secativos. A imagem era, então, colorida à mão, com tinta a óleo, geralmente transparente. Outro vidro côncavo era então fixado atrás da imagem, e também era colorido à mão, com tintas a óleo opacas. O efeito era tridimensional, dando a ilusão de vida.